# بوتنسا بوتشينا
بوتنسا بوتشينا هي بلدية في مقاطعة ماشيراتا في منطقة ماركي الإيطالية، على 30 كيلومتر (19 ميل) جنوب شرق أنكونا وحوالي 15 كيلومتر (9 ميل) شمال شرق ماشيراتا. كانت بوتنسا بوتشينا هي المدينة الرومانية الواقعة في وادي بوتينسا السفلي، في منطقة ماركي الإيطالية المعاصرة.

## جغرافية
وتقع المدينة على تل على بعد بضعة كيلومترات من ساحل البحر الأدرياتيكي. البلديات المجاورة هي تشيفيتانوفا ماركي ومونتيكوسارو ومونتيلوبونو وبورتو ريكاناتي وريكاناتي.
وكانت بلدة بوتنسا بوتشينا الرومانية المهجورة الآن تقع على طول الساحل الإيطالي الأدرياتيكي الأوسط بالقرب من مدينة بورتو ريكاناتي الحديثة في مقاطعة ماشيراتا. كان موقعها الأصلي شمال القاع الروماني الرئيسي لنهر بوتنزا (النهر القديم) والذي يتدفق حاليًا أكثر من 1 كم إلى الشمال.

## أواخر العهد الروماني
في الاتفاق العام الذي نص على أن إيطاليا قد شهدت فترة متأخرة والتي تعرف باسم ما بعد الرومانية انخفاضًا ملحوظا في عدد في السكان في المدينة مع التخلي التدريجي عن العديد من المراكز الرومانية وتلك التي نجت كانت أقل اكتظاظًا بالسكان وبالتأكيد قلت أهميتها من ذي قبل وهذا ينطبق أيضًا على بوتينسا بوتشينا وتشير المصادر الأدبية الباقية إلى أن بوتنسا بوتشينا قد أصبحت مرتعا أسقفيًا في بداية القرن الخامس وأن الأسقف كان موجودًا في بوتنسا بوتشينا حتى بداية القرن السادس على الرغم من أنه لا يزال يتعين على الدراسات الأثرية إثبات وجود ملاذ مسيحي جديد إلا أنه يجب افتراض أن الكنيسة بنيت حوالي عام 400 ميلادي وبعدها تقلص احتلال المدينة تدريجياً. والعثور على قبور من القرن الخامس وأو القرن السادس الميلادي في الجزء الشمالي من المدينة يعني أن سور المدينة لم يكن محددا بحدودًا حقيقية ومتعمدة للمدينة من القرن السادس فصاعدًا فتم التخلي عن المركز الحضاري السابق وتفكيكه تدريجياً لصالح المدن الجديدة المجاورة ريكاناتي وبوتنسا بوتشينا ولاحقًا بورتو ريكاناتي

## جغرافية
تضم بوتنسا الحديثة ثلاثة فرازيوني : مونتيكانبينو وبورتو بوتينزا بيسينا وسان جيريو.

## أهم المعالم
- سان فرانشيسكو
- سانت أغوستينو
- سانتواريو دي سان جيريو
- Chiesa degli Zoccolanti
- كيزا دي كابتشيني

## مشاهير بوتنسا بوتشينا
- رينزو تورتيللي ، مصور.
- جيوردانو ماسيلاري، رسام.
- لودوفيكو سكارفيوتي، فورمولا 1 وسائق سيارة رياضية.
- فرديناندو سكارفيوتي، مدير فني.

## المدن التوأم المعاصرة
- تمبلمور (ايرلندا)
- بور فورد (بريطانيا)

## روابط خارجية
- الموقع الرسمي لشركة Comune Potenza-Picena
- الإدارة العامة للمسيرات